# Le Défenseur du Temps
Le Défenseur du temps (lett. Il Difensore del Tempo) è un'opera d'arte dell'artista francese Jacques Monestier, situata a Parigi, nel quartiere dell'Orologio, nel III arrondissement.

## Descrizione
Il Difensore del Tempo è un orologio monumentale con automi. In prossimità del quadrante, un uomo appollaiato su una roccia con una spada e uno scudo combatte contro un uccello, un dragone e un granchio, che rappresentano rispettivamente il cielo, la Terra e il mare.
A tutte le ore, dalle 9 alle 22, l'uomo lotta contro ciascuno dei tre animali, scelti dal programmatore: in corrispondenza delle ore 12, 18 e 22, i tre animali attaccano contemporaneamente.
L'ora viene annunciata da tre rintocchi. Nel corso dei combattimenti, si odono i rombo della Terra, suoni di onde che si infrangono o soffi del vento, a seconda dell'animale scelto.
L'opera scultorea misura quattro metri di altezza e pesa una tonnellata circa. Il personaggio, gli animali e il quadrante dell'orologio sono realizzati in ottone lavorato e dorato a caldo, mentre la roccia che funge da sfondo è in ottone ossidato.
Nella configurazione d'origine, un orologio elettronico al quarzo coordinava il programmatore casuale, sei programmatori a camme e cinque registratori a nastro.

## Ubicazione
L'orologio con automi, che dette il nome al quartiere in cui è ubicato, si trova in via Bernard-de-Clairvaux, 8 a Parigi, nei pressi del Centro Georges Pompidou.

## Storia
L'opera, commissionata nel 1975 dalla COGEDIM, fu realizzata da Louis Desouches, che curò la scultura del drago, e Alain Moirod, che lavorò la struttura in acciaio.
L'orologio fu installato nel settembre del 1979, nel quartiere dell'Orologio, in forma incompiuta.
L'inaugurazione, che si tenne l'8 ottobre dello stesso anno, vide la partecipazione dell'allora sindaco della città Jacques Chirac.
Nel 1995 l'orologio fu restaurato e il suo funzionamento fu rivisto: l'orologio a quarzo fu sostituito da uno radiocontrollato, e i registratori furono rimpiazzati da un più moderno lettore CD.
Privo di finanziamenti per la sua manutenzione, l'orologio cessò di funzionare il 1º luglio 2003.